# Liste des chapitres de Fairy Tail (2e partie)
1. ↑  Incompatible avec Firefox 23 au 20/09/2013. Site officiel : http://piro.sakura.ne.jp/xul/_rubysupport

Pour un article plus général, voir Fairy Tail.

Logo du manga

Cet article est un complément de l’article sur le manga Fairy Tail. Il contient la liste des volumes du manga parus en presse du tome 31 au tome 63. Il fait suite à Liste des chapitres de Fairy Tail (1re partie).
Les chapitres sont numérotés simplement sous la forme Chapitre X où X est le numéro du chapitre, les titres des chapitres sont les traductions françaises utilisées par la maison d’édition Pika.
Comme beaucoup de publication de la maison d’édition Kōdansha, les tomes ne portent pas de titres indépendants et sont simplement nommés par leurs numéros. Le concept des jaquettes est de rappeler un vieux grimoire avec une couverture imitant du cuir vieilli et une reliure d’une couleurs différente supposé rappeler le tissu reliant les deux parties en cuir. Le logo Fairy Tail se situe en haut de la première de couverture, l’intérieur de celui-ci étant à chaque fois d’une couleur différente, un petit tampon Fairy Tail noir contenant le numéro du tome en orange se situe à côté. L’illustration présente au moins dépasse du cadre de l’illustration, mais dès le tome 6, l’intégralité des personnages, voire des éléments du décor comme sur le tome 7 peuvent également présenter cette particularité.

## Volumes reliés

### Tomes 31 à 40
| no | Japonais         | Japonais          | Français         | Français          |
| no | Date de sortie   | ISBN              | Date de sortie   | ISBN              |
| --- | ---------------- | ----------------- | ---------------- | ----------------- |
| 31 | 17 février 2012  | 978-4-06-384628-7 | 3 juillet 2013   | 978-2-8116-1174-3 |
| Couverture : Rog et Sting en premier plan. Natsu, Lucy, Happy, Frosh et Lecter en arrière-plan.Liste des chapitres : - chap. 258 : Les Saber Tooth (剣咬の虎, Seibātūsu) - chap. 259 : Polyussica (ポーリュシカ, Pōryushika) - chap. 260 : Et maintenant, nous visons le sommet (そしてオレたちは頂上を目指す, Soshite ore-tachi wa chōjō o mezasu) - chap. 261 : La Magie unique (一なる魔法, Ichinaru mahō) - chap. 262 : Le Chant des étoiles (星々の歌, Hoshiboshi no uta) - chap. 263 : Sorcière criminelle (魔女の罪, Kurimu Sorushiēru) - chap. 264 : Rattraper le temps perdu (すれ違った時間の分だけ, Surechigatta jikan no bun dake) - chap. 265 : Crocus, la capitale fleurie (花咲く都・クロッカス, Hanasaku miyako Kurokkasu) - chap. 266 : Labyrinthe céleste (空中迷宮, Sukai Rabirinsu)                              |                  |                   |                  |                   |
| Dans la version japonaise, le tome 31 (ISBN 978-4-06-358369-4) est sorti en édition limitée comprenant le DVD de l’OAV Memory Days. |                  |                   |                  |                   |
| 32 | 17 avril 2012    | 978-4-06-384654-6 | 4 septembre 2013 | 978-2-8116-1219-1 |
| Couverture : Natsu, Lucy et Flare en premier plan. Grey, Leon, Jubia, Rufus et Orga en arrière-plan.Liste des chapitres : - chap. 267 : De nouvelles guildes (新規ギルド, Shinki girūdo) - chap. 268 : Équipe B, l’unité spéciale (特攻野郎Ｂチーム, Tokkō yarō Bī-Chīmu) - chap. 269 : Disparais dans le silence (消えよ 静寂の中に, Kieyo, shijima no naka ni) - chap. 270 : Pluie d’étoiles filantes dans la nuit (星降ル夜ニ, Hoshi furu yoru ni) - chap. 271 : Lucy vs Frea (ルーシィ vs. フレア, Rūshī vs. Furea) - chap. 272 : De nobles perdants (気高き敗北者, Kedakaki haibokusha) - chap. 273 : Orga de l’éclair noir (黒雷のオルガ, Kurorai no oruga) - chap. 274 : Mauvais présage (凶瑞, Kyōzui) |                  |                   |                  |                   |
| 33 | 15 juin 2012     | 978-4-06-384686-7 | 30 octobre 2013  | 978-2-8116-1283-2 |
| Couverture : Happy, Grey, Wendy, Lucy, Natsu, Erza et Elfman en premier plan. Kagura, Bacchus et Yukino en arrière-plan.Liste des chapitres : - chap. 275 : Le Faucon ivre (酔いの鷹, Yoi no taka) - chap. 276 : Les Chars d’assaut (戦車, Chariotto) - chap. 277 : La Chaussette (くつ下, Kutsushita) - chap. 278 : Elfman vs Bacchus (エルフマン vs. バッカス, Erufuman vs. Bakkasu) - chap. 279 : La Porte dissimulée dans les ténèbres (暗闇に潜む扉, Kurayami ni hisomu tobira) - chap. 280 : Kagura vs Yukino (カグラ vs. ユキノ, Kagura vs. Yukino) - chap. 281 : Que la nuit enveloppe nos rancunes (怨みは夜の帳に包まれて, Urami wa yoru no tobari ni tsutsumarete) - chap. 282 : Dix clés plus deux clés (十の鍵と二の鍵, Jū no kagi to ni no kagi)                                                                       |                  |                   |                  |                   |
| Dans la version japonaise, le tome 33 (ISBN 978-4-06-358402-8) est sorti en édition limitée comprenant le DVD Making Of du film La prêtresse du Phoenix. |                  |                   |                  |                   |
| 34 | 17 août 2012     | 978-4-06-384719-2 | 27 novembre 2013 | 978-2-8116-1348-8 |
| Couverture : Erza en premier plan. Natsu, Happy, Lucy, Grey, Jubia en second plan. Luxus, Alexei, Wendy et Kanna en arrière-plan.Liste des chapitres : - chap. 283 : Natsu vs Saber Tooth (ナツ vs. 剣咬の虎, Natsu vs. Seibātūsu) - chap. 284 : Le Pandémonium (伏魔殿, Pandemoniumu) - chap. 285 : Le S.M.P.M. (MPF) - chap. 286 : Luxus vs Alexei (ラクサス vs. アレクセイ, Rakusasu vs. Arekusei) - chap. 287 : La Véritable famille (本当の家族, Hontō no kazoku) - chap. 288 : Wendy vs Cherrya (ウェンディ vs. シェリア, Wendī vs. Sheria) - chap. 289 : Les Petits Poings (小さな拳, Chīsana kobushi) - chap. 290 : La Nuit où les sentiments s’entremêlent (想いが交差する夜, Omoi ga kōsa suru yoru) - chap. 291 : Combat aquatique (海戦, Nabaru Batoru)                                                                  |                  |                   |                  |                   |
| 35 | 16 novembre 2012 | 978-4-06-384765-9 | 3 janvier 2014   | 978-2-8116-1332-7 |
| Couverture : Natsu et Gajil en premier plan. Sting et Rog en arrière-plan.Liste des chapitres : - chap. 292 : Une seule pensée (想いを一つに, Omoi o hitotsu ni) - chap. 293 : Le parfum qui t’est dédié (君に捧げる香り, Kimi ni sasageru parufamu) - chap. 294 : Combat de chasseurs de dragons (バトル・オブ・ドラゴンスレイヤー, Batoru obu Doragon Sureiyā) - chap. 295 : Sting et Lecter (スティングとレクター, Sutingu to Rekutā) - chap. 296 : Natsu vs Les Dragons jumeaux (ナツ vs. 双竜, Natsu vs. Sōryū) - chap. 297 : Le Visage de cette fille (その時見た少女の顔は, Sono toki mita otome no kao wa) - chap. 298 : Émotions fortes à Palm Paradize (ドキドキ・リュウゼツランド, Dokidoki Ryūzetsu Rando) - chap. 299 : Voyage en solitaire (一人旅, Hitoritabi)                                                        |                  |                   |                  |                   |
| Dans la version japonaise, le tome 35 (ISBN 978-4-06-358414-1) est sorti en édition limitée comprenant le DVD de l'OAV Le camp d'entraînement des Fées. |                  |                   |                  |                   |
| 36 | 15 février 2013  | 978-4-06-384810-6 | 5 mars 2014      | 978-2-8116-1388-4 |
| Couverture : Rufus à gauche. La princesse Fiore en arrière-plan. Yukino à droite. Grey, Natsu et Loki en premier plan.Liste des chapitres : - chap. 300 : Là où dorment les âmes des dragons (竜の魂 眠る場所, Ryū no tamashii, nemuru basho) - chap. 301 : Le roi dragon (竜の王, Ryū no ō) - chap. 302 : Le Projet Éclipse (エクリプス計画, Ekuripusu keikaku) - chap. 303 : Double stratégie (二正面作戦, Nishōmen sakusen) - chap. 304 : Le Grand Tournoi de la magie (大魔闘演武, Daimatōenbu) - chap. 305 : La Stratège des fées (妖精軍師, Yōsei Gunshi) - chap. 306 : Grey vs Rufus (グレイ vs. ルーファス, Gurei vs. Rūfasu) - chap. 307 : La Troupe des loups affamés (餓狼騎士団, Garō Kishidan) - chap. 308 : Fairy Tail vs Les Bourreaux (FT vs. 処刑人, Fearī Teiru vs. Shokeinin)                                     |                  |                   |                  |                   |
| Dans la version japonaise, le tome 36 (ISBN 978-4-06-358426-4) est sorti en édition limitée comprenant le DVD du film Fairy Tail, le film : La Prêtresse du Phœnix. |                  |                   |                  |                   |
| 37 | 17 avril 2013    | 978-4-06-384845-8 | 2 mai 2014       | 978-2-8116-1438-6 |
| Couverture : Happy, Natsu et Lucy en premier plan. Kagura, Minerva et Erza en arrière-plan.Liste des chapitres : - chap. 309 : Une mer de lave (燃える大地, Moeru daichi) - chap. 310 : Le pays où nous sommes (オレたちのいる国, Ore-tachi no iru basho) - chap. 311 : Le Pays de demain (明日までの国, Ashita made no kuni) - chap. 312 : Combat à trois (Threesomes) - chap. 313 : Le Plan du roi (王者のシナリオ, Ōja no shinario) - chap. 314 : Erza vs Kagura (エルザ vs. カグラ, Eruza vs. Kagura) - chap. 315 : Rose-Marie (ローズマリー, Rōzumarī) - chap. 316 : Un avenir fonçant vers le désespoir (絶望へ加速する未来, Zetsubō e kasoku suru mirai) - chap. 317 : La Grenouille (カエル, Kaeru) |                  |                   |                  |                   |
| 38 | 17 juin 2013     | 978-4-06-384876-2 | 2 juillet 2014   | 978-2-8116-1517-8 |
| Couverture : Grey, Jubia, Erza et Gajil en premier plan. Luxus en arrière-plan.Liste des chapitres : - chap. 318 : Gajil vs Rog (ガジル vs. ローグ, Gajiru vs. Rōgu) - chap. 319 : Le Chevalier blanc (白き騎士, Shiroki kishi) - chap. 320 : La Foudre surpuissante (激雷, Gekirai) - chap. 321 : Luxus vs Jera (ラクサス vs. ジュラ, Rakusasu vs. Jura) - chap. 322 : Gloria - chap. 323 : L’Ombre : Histoire d’un aller et retour (ゆきて帰りし影, Yukite kaerishi kage) - chap. 324 : La personne qui fermera la porte (扉を閉める者, Tobira o shimeru mono) - chap. 325 : Tous unis ! (団結！！！！, Danketsu!!!!) |                  |                   |                  |                   |
| Dans la version japonaise, le tome 38 (ISBN 978-4-06-358442-4) est sorti en édition limitée comprenant le DVD de l'OAV Loisirs d'été à Ryûzetsu Land !. |                  |                   |                  |                   |
| 39 | 16 août 2013     | 978-4-06-394908-7 | 3 septembre 2014 | 978-2-8116-1563-5 |
| Couverture : Natsu en premier plan. Gajil, Wendy, Luxus, Sting, Rog et Cobra en arrière-plan.Liste des chapitres : - chap. 326 : Natsu vs Rog (ナツ vs. ローグ, Natsu vs. Rōgu) - chap. 327 : Vis aussi pour moi (あたしの分まで, Atashi no bun made) - chap. 328 : Zodiaque (ゾディアック, Zodiakku) - chap. 329 : Les Sept Dragons (Seven Dragon) - chap. 330 : La Magie de Jilkonis (ジルコニスの魔法, Jirukonisu no mahō) - chap. 331 : Le Plan de Natsu (ナツの作戦, Natsu no sakusen) - chap. 332 : L’Oiseau de feu (ファイアバード, Faiabādo) - chap. 333 : Humain contre humain, dragon contre dragon, humain contre dragon (人と人、竜と竜、人と竜, Hito to hito, ryū to ryū, hito to ryū) - chap. 334 : Crime et sacrifice (罪と犠牲, Tsumi to gisei) - chap. 335 : La Valeur-temps de la vie (命の時間, Inoichi no jikan) |                  |                   |                  |                   |
| Dans la version japonaise, le tome 39 (ISBN 978-4-06-358454-7) est sorti en édition limitée comprenant le DVD de l'OAV Fairy Tail x Rave. |                  |                   |                  |                   |
| 40 | 17 octobre 2013  | 978-4-06-394941-4 | 29 octobre 2014  | 978-2-8116-1598-7 |
| Couverture : Wendy et Carla en premier plan. Lucy, Natsu, Grey, Happy et Erza en arrière-plan.Liste des chapitres : - chap. 336 : Pour vivre pleinement chaque instant (今日を全力で生きる為に, Kyō o zenryoku de ikiru tameni) - chap. 337 : La Prairie dorée (黄金の草原, Ōgon no sōgen) - chap. 338 : Le Grand Bal (大舞踊演舞, Daibuyōenbu) - chap. 339 : Une goutte de temps (星霜の雫, Seisō no shizuku) - chap. 340 : Le Cadeau (贈り物, Okurimono) - chap. 341 : L’Aube d’une nouvelle aventure (新たな冒険の朝, Aratana bōken no asa) - chap. 342 : Worlod Seaken (ウォーロッド・シーケン, Wōroddo Shīken) - chap. 343 : Chasseurs de trésors (トレジャーハンター, Torejā hantā) - chap. 344 : Magiciens contre chasseurs (魔導士 vs. ハンター, Madōshi vs. Hantā)                                                          |                  |                   |                  |                   |

### Tomes 41 à 50
| no | Japonais          | Japonais          | Français         | Français          |
| no | Date de sortie    | ISBN              | Date de sortie   | ISBN              |
| --- | ----------------- | ----------------- | ---------------- | ----------------- |
| 41 | 17 décembre 2013  | 978-4-06-394982-7 | 3 décembre 2014  | 978-2-8116-1650-2 |
| Couverture : Grey, Erza enfant et Natsu enfant en premier plan. Minerva, Drierte, Happy et Carla en arrière-plan.Liste des chapitres : - chap. 345 : Une voix (誰かの声, Dareka no koe) - chap. 346 : La Loi de la dégénérescence (退化ノ法, Taika no hō) - chap. 347 : Rousse, bleue, blonde, le grand combat (赤・青・金髪 大激闘, Aka, ao, kinpatsu: Daigekitō) - chap. 348 : Le Retour du démon (悪魔回帰, Akuma kaiki) - chap. 349 : Le Démon Drierte (悪魔のドリアーテ, Akuma no Doriāte) - chap. 350 : Grey vs Drierte (グレイ vs. ドリアーテ, Gurei vs. Doriāt) - chap. 351 : La Flamme éternelle (永遠の炎, Eien no honō) - chap. 352 : La Voix de la flamme (炎の声, Honō no koe) - chap. 353 : Exorciser le démon (悪魔祓い, Akuma harai)                                                                                       |                   |                   |                  |                   |
| 42 | 17 mars 2014      | 978-4-06-395009-0 | 7 janvier 2015   | 978-2-8116-1726-4 |
| Couverture : Natsu en premier plan. Les neuf portes démoniaques de Tartaros en arrière-plan.Liste des chapitres : - chap. 354 : Kyôka (キョウカ, Kyouka) - chap. 355 : Song of the Fairies (Song of the Fairies, Songu obu za fearī) - chap. 356 : Le Livre de Tartaros – Prologue (冥府の門編 【序章】, Tarutarosu-hen (Joshō)) - chap. 357 : La Porte des neuf démons (九鬼門, Kyūkimon) - chap. 358 : Spores démoniaques (魔障粒子, Mashō ryūshi) - chap. 359 : Les Fées contre l’enfer (妖精 対 冥府, Yōsei tai meifu) - chap. 360 : L’Héritage blanc (白き遺産, Shiroki isan) - chap. 361 : Deux bombes (二つの爆弾, Futatasu no bakudan) |                   |                   |                  |                   |
| 43 | 16 mai 2014       | 978-4-06-395077-9 | 4 mars 2015      | 978-2-8116-1837-7 |
| Couverture : Gérald en premier plan, Cobra, Angel, Racer, Midnight et Hot-Eye en arrière plan.Liste des chapitres : - chap. 362 : Natsu vs Jackal (ナツ vs. ジャッカル, Natsu vs. Jakkaru) - chap. 363 : Les histoires que lisent les démons (悪魔の詠む物語, Akuma no yomu monogatari) - chap. 364 : Le Livre de Tartaros – Partie 1 : Perversité et criminels (冥府の門編 【一章：背徳と罪人】, Tarutarosu-hen (Ichishō : Haitoku to zainin)) - chap. 365 : Les Fées en prison (FAIRY IN THE JAIL, Fearī In Za Jeiru) - chap. 366 : Une âme en mille morceaux (魂1000個, Tamashii issen-kon) - chap. 367 : Gerald vs Oracion Seis (ジェラール vs. 六魔将軍, Jerāru vs. Orashion Seisu) - chap. 368 : Le Troisième Sceau (3つ目の封印, Mittsume no fūin) - chap. 369 : Là où arrivent les prières (祈りが届く場所, Inori ga todoku basho) |                   |                   |                  |                   |
| 44 | 17 juillet 2014   | 978-4-06-395124-0 | 6 mai 2015       | 978-2-8116-1877-3 |
| Couverture : Wendy, Carla et Natsu en premier plan, Ezel, Franmalth, Erza et Kanna en arrière plan.Liste des chapitres : - chap. 370 : Réincarnation en démon (悪魔転生, Akuma tensei) - chap. 371 : Le Livre de Tartaros – Partie 2 : Le Chant du dragon céleste (冥府の門編 【二章：天竜の歌】, Tarutarosu-hen (Nishō : Tenryū no uta)) - chap. 372 : La Brèche (突破口, Toppakō) - chap. 373 : Laisser vivre ou tuer (生かすか殺すか, Ikasu ka korosu ka) - chap. 374 : Révolution (レボリューション, Reboryūshon) - chap. 375 : Phénomène inexplicable (怪力乱神, Kairyokuranshin) - chap. 376 : Wendy vs Ezer (ウェンディ vs. エゼル, Wendī vs. Ezeru) - chap. 377 : La Colère du dragon céleste (天竜の逆鱗, Tenryū no gekirin) - chap. 378 : Amies pour toujours (友達になろう, Tomodachi ni narou)                                 |                   |                   |                  |                   |
| 45 | 17 septembre 2014 | 978-4-06-395186-8 | 1er juillet 2015 | 978-2-8116-2001-1 |
| Couverture : Lucy et Aquarius en premier plan.Liste des chapitres : - chap. 379 : Le Livre de Tartaros – Partie 3 : Le Roi des enfers (冥府の門編 【三章：冥王】, Tarutarosu-hen (Sanshō: Meiō)) - chap. 380 : Hell's Core (ヘルズ・コア, Heruzu Koa) - chap. 381 : La Demeure du démon (悪魔の住む家, Akuma no Sumu Uchi) - chap. 382 : Alegria (アレグリア, Areguria) - chap. 383 : Lucy prend la vague (波乗りルーシィ, Naminori Rūshī) - chap. 384 : L’Attaque des étoiles (星々の一撃, Hoshiboshi no Ichigeki) - chap. 385 : Le Roi des esprits vs le Roi des enfers (星霊王 vs. 冥王, Seireiō vs. Meiō) - chap. 386 : L’Épée galactique (ギャラクシア ブレイド, Gyarakushia Bureido) |                   |                   |                  |                   |
| 46 | 17 novembre 2014  | 978-4-06-395241-4 | 2 septembre 2015 | 978-2-8116-2104-9 |
| Couverture : Grey et Jubia en premier plan. Silver et Keith en arrière plan.Liste des chapitres : - chap. 387 : Le Livre de Tartaros – Partie 4 : Père et fils (冥府の門編 【四章：父と子】, Tarutarosu-hen (Yonshō: Chichi to Ko)) - chap. 388 : Erza vs Minerva (エルザ vs. ミネルバ, Eruza vs. Mineruba) - chap. 389 : Dragons jumeaux vs Roi des Enfers (双竜 vs. 冥王, Sōryū vs. Meiō) - chap. 390 : L'histoire du garçon (少年の物語, Shōnen no Monogatari) - chap. 391 : Grey vs Silver (グレイ vs. シルバ, Gurei vs. Shirubā) - chap. 392 : Ne surtout pas oublier (忘れちゃいけない, Wasurecha Ikenai) - chap. 393 : Sentiments argentés (銀色の想い, Gin'iro no Omoi) - chap. 394 : Jubia vs Keith (ジュビア vs. キース, Jubia vs. Kīsu)                                                                                         |                   |                   |                  |                   |
| 47 | 16 janvier 2015   | 978-4-06-395287-2 | 4 novembre 2015  | 978-2-8116-2166-7 |
| Couverture : Natsu et Erza en premier plan. Gajil et Reby en arrière plan.Liste des chapitres : - chap. 395 : Le Livre de Tartaros – Partie 5 : L'ultime douleur (冥府の門編 【五章：究極の痛み】, Tarutarosu-hen (Goshō: Kyūkoku no Itami)) - chap. 396 : Air (Air, Ea) - chap. 397 : Acier (鋼, Hagane) - chap. 398 : Le dernier duel (最後の一騎討ち, Saigo no Ikkiuchi) - chap. 399 : Les ailes du désespoir (絶望の翼, Zetsubō no Tsubasa) - chap. 400 : Les ailes de l'espoir (希望の翼, Kibō no Tsubasa) - chap. 401 : Ignir vs Acnologia (イグニール vs. アクノロギア, Igunīru vs. Akunorogia) - chap. 402 : Le poing d'acier du dragon de feu (火竜の鉄拳, Karyū no Tekken) - chap. 403 : Erza vs Kyôka (エルザ vs. キョウカ, Eruza vs. Kyouka)                                                                                   |                   |                   |                  |                   |
| 48 | 17 mars 2015      | 978-4-06-395343-5 | 2 décembre 2015  | 978-2-8116-2547-4 |
| Couverture : Natsu et Grey en premier plan. Mard, Sting et Rog en arrière plan.Liste des chapitres : - chap. 404 : 00:00 - chap. 405 : Le Livre de Tartaros – Partie 6: Magna Carta (冥府の門編 【六章：マグナ・カルタ】, Tarutarosu-hen (Rosshō: Maguna Karuta)) - chap. 406 : La fillette à l'intérieur du cristal (水晶の中の少女, Suishō no Naka no Shojō) - chap. 407 : Pour me détruire (我が身を滅ぼす為に, Wagami o Horobosu Tame ni) - chap. 408 : Le démon absolu (絶対の悪魔, Zettai no Akuma) - chap. 409 : Attaque Noire et Blanche (黒と白の楔, Kuro to Shiro no Kusabi) - chap. 410 : Memento Mori (メメント・モリ, Memento Mori) - chap. 411 : La bienveillance appelle la bienveillance (魚心あれば水心, Uogokoro Areba Mizugokoro) - chap. 412 : Danse sur Ishgar (イシュガルに舞う, Ishugaru ni Mau)                    |                   |                   |                  |                   |
| 49 | 15 mai 2015       | 978-4-06-395406-7 | 6 janvier 2016   | 978-2-8116-2698-3 |
| Couverture : Ignir en premier plan. Natsu en arrière plan.Liste des chapitres : - chap. 413 : Le livre d'E.N.D. (ENDの書, Īenudī no Sho) - chap. 414 : Gouttes de feu (炎の雫, Honō no Shizuku) - chap. 415 : C'est ça, la force de vie (それが生きる力だ, Sore ga Ikiru Chikara da) - chap. 416 : Le Livre de Tartaros - dernière partie (冥府の門編 【終章】, Tarutarosu-hen (Shūshō)) - chap. 417 : Voyage en solitaire 2 (一人旅Ⅱ, Hitoritabi II) - chap. 418 : Le Challenger (挑戦者, Chōsensha) - chap. 419 : Message de feu (炎のメッセージ, Honō no Messēji) - chap. 420 : La Fête de Thanksgiving de Lamia Scale (蛇姫の鱗感謝祭, Ramia Sukeiru Kanshasai) |                   |                   |                  |                   |
| 50 | 17 juillet 2015   | 978-4-06-395435-7 | 2 mars 2016      | 978-2-8116-2728-7 |
| Couverture : Natsu, Lucy et Happy en premier plan.Liste des chapitres : - chap. 421 : Wendy et Cherrya (ウェンディとシェリア, Wendi to Sheria) - chap. 422 : Orochi's fin (蛇鬼の鰭, Orochi no Fin) - chap. 423 : Parce que je t'aime (愛してるから, Itoshi Terukara) - chap. 424 : Avatar (黒魔術教団, Avatāru) - chap. 425 : Sabertooth X792 (剣咬の虎X792, Seibā Tūsu X792) - chap. 426 : Un cœur noir (黒い心, Kuroi Kokoro) - chap. 427 : Combat en sous-sol (地下の激闘, Chika no Gekitō) - chap. 428 : Si nos chemins se séparent (道が違うなら, Michi ga Chigaunara) - chap. 429 : Code Blue (コードブルー, Kōdo Burū) |                   |                   |                  |                   |
| Dans la version japonaise, le tome 50 (ISBN 978-4-06-362302-4) est sorti en édition limitée pour l'anniversaire du 50e tome. |                   |                   |                  |                   |

### Tomes 51 à 60
| no | Japonais          | Japonais          | Français         | Français          |
| no | Date de sortie    | ISBN              | Date de sortie   | ISBN              |
| --- | ----------------- | ----------------- | ---------------- | ----------------- |
| 51 | 17 septembre 2015 | 978-4-06-395489-0 | 4 mai 2016       | 978-2-8116-3006-5 |
| Couverture : La Team Natsu en premier plan. Gajil, Levy, Panther Lily, Zeleph et Acnologia (forme humaine) en arrière plan.Liste des chapitres : - chap. 430 : Le plan de Purification (浄化作戦, Jōka Sakusen) - chap. 431 : Mon épée... (我が剣は..., Waga Ken wa...) - chap. 432 : Braiya, l'amoureuse (恋するブライヤ, Koisuru Buraiya) - chap. 433 : Ikusatsunagi (イクサツナギ, Ikusatsunagi) - chap. 434 : Le Poing destructeur (崩拳, Hōken) - chap. 435 : Le cri de la victoire (勝鬨, Kachidoki) - chap. 436 : Souvenirs (回想録, Kaisōroku) - chap. 437 : Magnoria (マグノリア, Magunoria) - chap. 438 : Le septième maître de la guilde (七代目ギルドマスター, Nanadaime Girudo Masutā)                                                                                             |                   |                   |                  |                   |
| Dans la version japonaise, le tome 51 (ISBN 978-4-06-362311-6) est sorti en édition limitée contenant 54 cartes de la série. |                   |                   |                  |                   |
| 52 | 17 novembre 2015  | 978-4-06-395538-5 | 29 juin 2016     | 978-2-8116-3053-9 |
| Couverture : La Team Natsu en premier plan. Brandish, Ajil, Dimaria, Inbel, August et Zeleph en arrière plan.Liste des chapitres : - chap. 439 : L'Empire d'Arbaless (アルバレス帝国, Arubaresu Teikoku) - chap. 440 : God Serena (ゴッドセレナ, Goddo Serena) - chap. 441 : L'île de Caracall (カラコール島, Karakōru-tō) - chap. 442 : La règle de l'espace (空間の掟, Kūkan no Okite) - chap. 443 : Et la terre disparut (そして大地が消え去った, Soshite Daichi ga Kiesatta) - chap. 444 : L'Empereur Spriggan (皇帝スプリガン, Kōtei Supurigan) - chap. 445 : Horrible fée (醜い妖精, Minikui Yōsei) - chap. 446 : La terre abandonnée par les Dieux (神に見捨てられた地, Kami ni Misuterareta Chi)                                                                                        |                   |                   |                  |                   |
| 53 | 15 janvier 2016   | 978-4-06-395577-4 | 7 septembre 2016 | 978-2-8116-3241-0 |
| Couverture : Zeleph et Mavis en premier plan.Liste des chapitres : - chap. 447 : Bataille pour l'évasion (脱出戦, Dasshutsusen) - chap. 448 : Fight the Power! (FIGHT THE POWER, Faito Za Pawā) - chap. 449 : Mavis et Zeleph (メイビスとゼレフ, Meibisu to Zerefu) - chap. 450 : Unique au monde (世界で ただ一人, Sekai de, Tada Hitori) - chap. 451 : Fairy Heart (妖精の心臓, Fearī Hāto) - chap. 452 : Prélude à la bataille finale (最終決戦の序曲, Saishū Kessen no Jokyoku) - chap. 453 : Le rôle d'un père (親のつとめ, Oya no Tsutome) - chap. 454 : Unités Dragons Volants et Orfraie (飛竜隊とミサゴ隊, Hiryū-tai to Misago-tai) - chap. 455 : La défense de Magnoria (マグノリア防衛戦, Magunoria Bōeisen)                                                                         |                   |                   |                  |                   |
| 54 | 17 mars 2016      | 978-4-06-395626-9 | 2 novembre 2016  | 978-2-8116-3293-9 |
| Couverture : Erza en premier plan et Natsu en arrière plan.Liste des chapitres : - chap. 456 : Ordre (命令, Meirei) - chap. 457 : Battle of Naked (BATTLE OF NAKED, Batoru obu nekeddo) - chap. 458 : Vénus (明星, Myōjō) - chap. 459 : Weakness (ウィークネス, Wīkunesu) - chap. 460 : L'intervention du cheval ailé (舞い降りた天馬, Maiori ta Tenma) - chap. 461 : Pour qui est ce parfum ? (その香りは誰がために, Sono Parufamu wa Ta ga Tame ni) - chap. 462 : Battlefield (バトルフィールド, Batorufīrudo) - chap. 463 : Tapis noir (黒い絨毯, Kuroi Jūtan) - chap. 464 : Natsu vs Zeleph (ナツ vs. ゼレフ, Natsu vs. Zerefu) |                   |                   |                  |                   |
| 55 | 17 mai 2016       | 978-4-06-395675-7 | 4 janvier 2017   | 978-2-8116-3397-4 |
| Couverture : Natsu en premier plan. Lucy, Happy, Brandish, Wahl et Luxus en arrière plan.Liste des chapitres : - chap. 465 : 400 ans (400年, Yonhyaku-nen) - chap. 466 : L'assassin (暗殺者, Ansatsusha) - chap. 467 : La clé de Maman (母の鍵, Haha no Kagi) - chap. 468 : La mémoire des étoiles (星の記憶, Hoshi no Kioku) - chap. 469 : Ce que je veux faire (あたしのしたい事, Atashi no Shitai Koto) - chap. 470 : Hybrid Theory () - chap. 471 : Jusqu'à la fin de la guerre (戦いが終わるまでは, Tatakai ga Owaru made wa) - chap. 472 : Luxus vs. Wahl (ラクサス vs. ワール, Rakusasu vs. Wāru) - chap. 473 : Foudre rouge (赤き雷, Akaki Kaminari) |                   |                   |                  |                   |
| Dans la version japonaise, le tome 55 (ISBN 978-4-06-358824-8) est sorti en édition limitée comprenant le DVD de l'OAV Le châtiment des Fées. |                   |                   |                  |                   |
| 56 | 15 juillet 2016   | 978-4-06-395715-0 | 1er mars 2017    | 978-2-8116-3419-3 |
| Couverture : Wendy et Cherrya en premier plan. Natsu, Lucy, Happy, Dimaria et Jacob en arrière plan.Liste des chapitres : - chap. 474 : Au cœur d'un moment calme (静かなる時の中で, Shizuka naru Toki no Naka de) - chap. 475 : Dimaria Chronos Iesta (ディマリア・クロノス・イエスタ, Dimaria Kuronosu Iesuta) - chap. 476 : Adieu, petites magiciennes (魔法少女にさよならを, Mahō shōjo ni sayonara o) - chap. 477 : Transport (トランスポート, Toransupōto) - chap. 478 : Furtivité (ステルス, Suterusu) - chap. 479 : Celle qu'il faut le plus respecter (一番敬うべきは, Ichiban Uyamau Beki wa) - chap. 480 : La pierre tombale du nord (北の墓標, Kita no Bohyō) - chap. 481 : Cadavres d'historia (屍のヒストリア, Shikabane no Hisutoria) - chap. 482 : Détermination (気魄, Kihaku) |                   |                   |                  |                   |
| 57 | 16 septembre 2016 | 978-4-06-395761-7 | 3 mai 2017       | 978-2-8116-3492-6 |
| Couverture : Gajil, Levy, Panther Lily, Juliet Sun et Hynhe Lunacy en premier plan. Eileen Belserion, Natsu, Happy, Lucy et August en arrière plan.Liste des chapitres : - chap. 483 : Les sept étoiles (七つの星, Nanatsu no Hoshi) - chap. 484 : Six monstres (バケモノ６人, Bakemono Roku-nin) - chap. 485 : Cinq jours sans manger (五日ぶりの飯, Itsuka Buri no Meshi) - chap. 486 : Le quatrième client (４人目の客, Yonin-me no Kyaku) - chap. 487 : Le troisième sceau (第三の印, Dai-san no In) - chap. 488 : Tous les deux, à jamais (ずっと二人で, Zutto Futari de) - chap. 489 : Universe One (ユニバースワン, Yunibāsu Wan) - chap. 490 : Fairy Tail Zéro (「フェアリーテイル ZERØ」, Fearī Teiru Zero) - chap. 491 : Mère et fils (母と子, Haha to Ko)                            |                   |                   |                  |                   |
| 58 | 17 novembre 2016  | 978-4-06-395804-1 | 28 juin 2017     | 978-2-8116-3584-8 |
| Couverture : Zeleph en premier plan. Les Spriggans Twelve, Brandish, Dimaria, Inbel, Eileen, August, Jacob, Ajil, Wahl, God Serena, Bloodman, Neinheart et Rahkeid en arrière plan.Liste des chapitres : - chap. 492 : Sœurs (姉と妹, Ane to Imōto) - chap. 493 : Dragnir le Blanc (白きドラグニル, Shiroki Doraguniru) - chap. 494 : Une colline vers l'avenir (明日へ続く丘, Ashita e Tsuzuku Oka) - chap. 495 : J'ai trop faim (腹減ってんだ, Harahettenda) - chap. 496 : En avant ! (進め！！！！, Susume!!!!) - chap. 497 : Le mage de l'hiver (冬の魔導士, Fuyu no Madōshi) - chap. 498 : Grey vs Inbel (グレイ ｖｓ．インベル, Gurei vs. Inberu) - chap. 499 : Grey et Jubia (グレイとジュビア, Gurei to Jubia) - chap. 500 : Flammes et Glace (火と氷, Hi to Kōri)                      |                   |                   |                  |                   |
| Dans la version japonaise, le tome 58 (ISBN 978-4-06-397003-6) est sorti en édition limitée comprenant le DVD de l'OAV Natsu vs Mavis. |                   |                   |                  |                   |
| 59 | 16 décembre 2016  | 978-4-06-395831-7 | 6 septembre 2017 | 978-2-8116-3698-2 |
| Couverture : Grey et Natsu.Liste des chapitres : - chap. 501 : Dimaria et Brandish (マリーとランディ, Marī to Randi) - chap. 502 : Mavis et Zera (メイビスとゼーラ, Meibisu to Zēra) - chap. 503 : Le dernier paysage (最後に見た光景, Saigo no Mita Kōkei) - chap. 504 : Fissure (亀裂, Kiretsu) - chap. 505 : Le va-tout (切り札, Kirifuda) - chap. 506 : Le lien détruit (壊れた絆を, Kowareta Kizuna o) - chap. 507 : La voix (声, Koe) - chap. 508 : Plaisir et douleur (快楽と苦痛, Kairaku to Kutsū) - chap. 509 : Kagura vs Rahkeid (カグラ vs. ラーケイド, Kagura vs. Rākeido) |                   |                   |                  |                   |
| Dans la version japonaise, le tome 59 (ISBN 978-4-06-397004-3) est sorti en édition limitée comprenant le DVD de l'OAV Fairy Christmas. |                   |                   |                  |                   |
| 60 | 17 mars 2017      | 978-4-06-395897-3 | 2 novembre 2017  | 978-2-81-163743-9 |
| Couverture : Eileen en premier plan. Erza, Wendy, Rahkeid et Sting en arrière plan.Liste des chapitres : - chap. 510 : L'Esprit de Natsu (ナツノココロ, Natsu no Kokoro) - chap. 511 : L'enfer de la faim (空腹地獄, Kūfuku Jigoku) - chap. 512 : Sting, le dragon de l'ombre blanche (白影竜のスティング, Hakueiryū no Sutingu) - chap. 513 : Fleur arrondie (花マル, Hanamaru) - chap. 514 : Graine de Dragon (竜の種, Ryū no Tane) - chap. 515 : Je suis toi... Tu es moi (Ｉ ａｍ ｙｏｕ．．．ｙｏｕ ａｒｅ ｍｅ) - chap. 516 : La vérité sur l'enchantement (付加の真理, Enchanto no Shinri) - chap. 517 : Wendy Belserion (ウェンディ・ベルセリオン, Wendi Beruserion) - chap. 518 : Master Enchanted (極限付加術, Masutā Enchanto)                                                       |                   |                   |                  |                   |

### Tomes 61 à 63
| no | Japonais          | Japonais          | Français        | Français          |
| no | Date de sortie    | ISBN              | Date de sortie  | ISBN              |
| --- | ----------------- | ----------------- | --------------- | ----------------- |
| 61 | 17 mai 2017       | 978-4-06-395945-1 | 17 janvier 2018 | 978-2-8116-3791-0 |
| Couverture : Natsu en premier plan. Gildarts, Zeleph, Mavis, Lucy et Happy en arrière plan.Liste des chapitres : - chap. 519 : Garde le sourire (笑顔を見せて, Egao o Misete) - chap. 520 : Dragon ou Démon ? (竜か悪魔か, Ryū ka Akuma ka) - chap. 521 : Le plus puissant des mages (最強の魔道士, Saikyō no madōshi) - chap. 522 : Le Joker de Grey (グレイの切り札, Gurei no Kirifuda) - chap. 523 : Sens-tu le destin brûler en toi ? (運命は燃えているか, Unmei wa Moeteiru ka) - chap. 524 : Un avenir sombre (黒い未来, Kuroi Mirai) - chap. 525 : Pourquoi l'empereur n'aime-t-il pas son fils ? (なぜ陛下の子は愛されなかったのか, Naze Heika no Ko wa Aisarenakatta no ka) - chap. 526 : Je m'appelle... (ぼくのなまえは…, Boku no Namae wa...) - chap. 527 : Sentiments (情, Jō) |                   |                   |                 |                   |
| 62 | 15 septembre 2017 | 978-4-06-510034-9 | 7 mars 2018     | 978-2-8116-4055-2 |
| Couverture : Natsu en premier plan. Zeleph en arrière plan.Liste des chapitres : - chap. 528 : Le Dragon maléfique (魔竜, Maryū) - chap. 529 : Maître (先生, Sensei) - chap. 530 : Neo Eclipse (ネオ・エクリプス, Neo Ekuripusu) - chap. 531 : Le Cheval Volant vs. Le Dragon Noir (天馬 vs. 黒竜, Tenma vs. Kokuryū) - chap. 532 : Je ne vois plus aucun amour (愛はもう見えない, Ai wa Mō Mienai) - chap. 533 : Zeleph, le mage blanc (白魔導士ゼレフ, Shiro Madōshi Zerefu) - chap. 534 : La porte des promesses (誓いの扉, Chikai no Tobira) - chap. 535 : Puissance Ultime (最強の力, Saikyo no Chikara) - chap. 536 : Les flammes du Dragon en colère (荒ぶる竜の炎, Araburu Ryū no Honō)                                                                                             |                   |                   |                 |                   |
| 63 | 17 novembre 2017  | 978-4-06-510390-6 | 27 juin 2018    | 978-2-8116-4056-9 |
| Couverture : Tous les membres de Fairy Tail.Liste des chapitres : - chap. 537 : Le pouvoir de la vie (生命の力, Seimei no Chikara) - chap. 538 : Quand les flammes s'éteignent (炎消える時, Honō Kieru Toki) - chap. 539 : Le monde s’effondre (世界崩壊, Sekai Hōkai) - chap. 540 : Harmonie (調和, Chōwa) - chap. 541 : La magie de l'espoir (希望の魔法, Kibō no Mahō) - chap. 542 : Instinct (本能, Honnō) - chap. 543 : Cœurs liés (繋がる心, Tsunagaru Kokoro) - chap. 544 : Tu es le roi (You're the king) - chap. 545 : Des amis irremplaçables (かけがえのない仲間たち, Kakegae no Nai Nakama-tachi) |                   |                   |                 |                   |